# Hound Tor

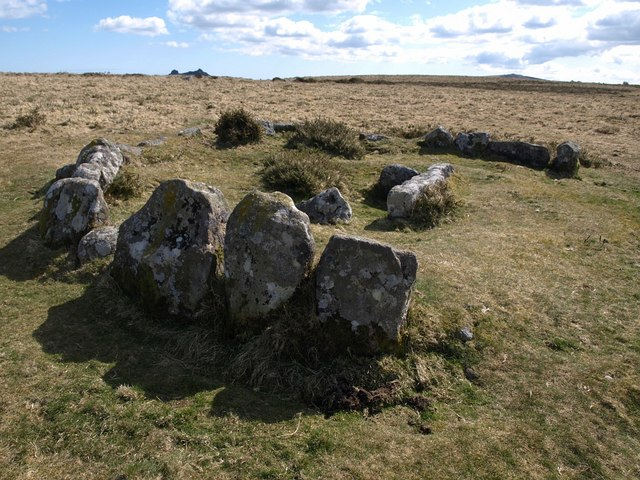
Hound Tor Ring Cairn

Der Ring Cairn am Hound Tor (auch Hound Tor Down genannt) befindet sich ein paar hundert Meter südwestlich vom Hound Tor und etwa 200 Meter östlich von East Lodge bei Manaton  in  Devon in England.
Der Hound Tor Ring Cairn ist ein Cairn von etwa 6,5 Meter Durchmesser mit einem insbesondere auf der Westseite unvollständigen Satz von 18 Randsteinen aus Granit. In der Mitte des Cairns liegt eine Steinkiste, von der der große auf der westlichen Langseite und die kleinen Seitenstein der nördlichen und südlichen Seite erhalten sind.